# Trichoniscus halophilus
Trichoniscus halophilus är en kräftdjursart som beskrevs av Albert Vandel 1951A. Trichoniscus halophilus ingår i släktet Trichoniscus och familjen Trichoniscidae. Inga underarter finns listade i Catalogue of Life.